# Arthur Holly Compton

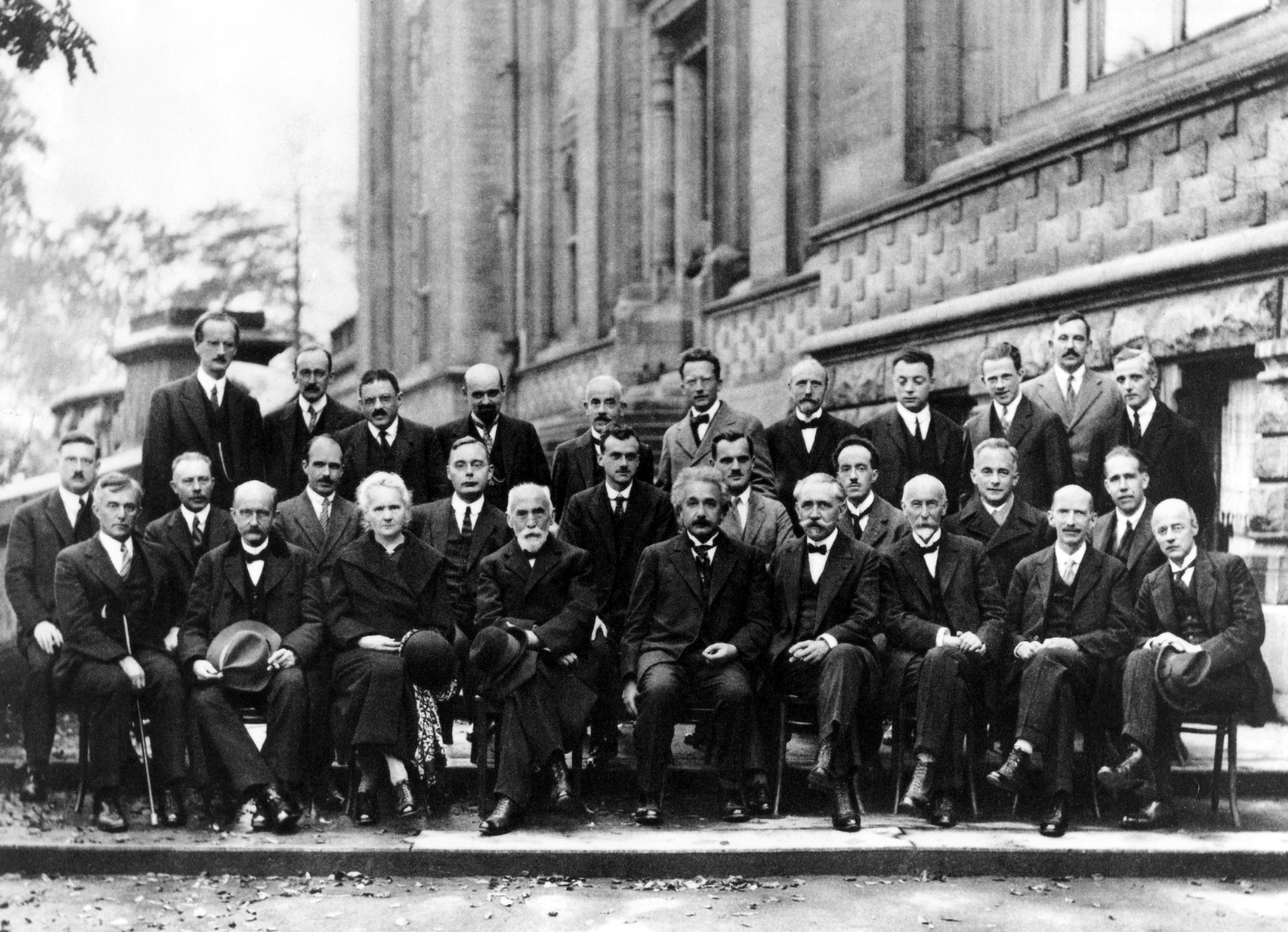
Conferència Solvay de 1927. Podem observar Arhtur Holly Compton el quart de la segona fila començant per la dreta, assegut just darrere d'Albert Einstein

Arthur Holly Compton   (Wooster, 10 de setembre de 1892 - Berkeley, 15 de març de 1962) fou un físic i professor universitari estatunidenc guardonat amb el Premi Nobel de Física l'any 1927.

## Biografia

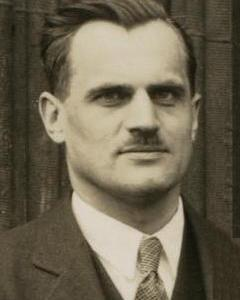
Arthur Compton (1929)

Arthur Compton va néixer el 10 de setembre de 1892  a la població de Wooster de l'estat nord-americà d'Ohio, fill d'Elias i Otelia Catherine (de soltera Augspurger) Compton, que va ser nomenada Mare americana de l'any el 1939 i era d'ascendència mennonita alemanya. Eren una família acadèmica. Elias va ser degà de la Universitat de Wooster (més tard el College of Wooster), a la qual també va assistir Arthur. El germà gran d'Arthur, Karl, que també va assistir a Wooster, va obtenir un doctorat en Filosofia (PhD) en física per la Universitat de Princeton el 1912 i va ser president de l'Institut de Tecnologia de Massachusetts de 1930 a 1948. El seu segon germà Wilson també va assistir a Wooster, es va doctorar en economia a Princeton el 1916 i va ser president del State College of Washington, més tard de la Universitat de l'estat de Washington de 1944 a 1951. L'any 1923 fou professor de física a la Universitat de Chicago.Els tres germans eren membres de la fraternitat Alpha Tau Omega. Des de 1945 fins al 1953 va ser rector de la Universitat de Washington i des de 1954 fou catedràtic de Filosofia Natural.
Compton es va interessar inicialment per l'astronomia, i va fer una fotografia del cometa Halley el 1910. Al voltant de 1913, va descriure un experiment on un examen del moviment de l'aigua en un tub circular va demostrar la rotació de la terra, un dispositiu conegut ara com a generador Compton. Aquell any, es va graduar a Wooster amb una llicenciatura en ciències i va ingressar a Princeton, on va rebre el seu títol de màster en arts el 1914. Compton va estudiar després el seu doctorat en física sota la supervisió d'Hereward L. Cooke, escrivint la seva tesi sobre La intensitat de la reflexió de raigs X i la distribució dels electrons en els àtoms.
Quan Arthur Compton va obtenir el seu doctorat el 1916, ell, Karl i Wilson es van convertir en el primer grup de tres germans a obtenir un doctorat a Princeton. Més tard, es convertirien en el primer trio d'aquest tipus a dirigir simultàniament universitats americanes. La seva germana Mary es va casar amb un missioner, C. Herbert Rice, que es va convertir en el director del Forman Christian College a Lahore. El juny de 1916, Compton es va casar amb Betty Charity McCloskey, una companya de classe de Wooster i companya de grau. Van tenir dos fills, Arthur Alan Compton i John Joseph Compton.
Compton va passar un any com a instructor de física a la Universitat de Minnesota el 1916–17, després dos anys com a enginyer d'investigació a la Westinghouse Lamp Company a Pittsburgh, on va treballar en el desenvolupament de la làmpada de vapor de sodi. Durant la Primera Guerra Mundial va desenvolupar instrumentació d'avions per al Cos de Senyals.
El 1919, Compton va rebre una de les dues primeres beques del National Research Council que permetien als estudiants estudiar a l'estranger. Va optar per anar al laboratori Cavendish de la Universitat de Cambridge a Anglaterra. Treballant amb George Paget Thomson, fill de J. J. Thomson, Compton va estudiar la dispersió i l' absorció dels raigs gamma. Va observar que els raigs dispersos s'absorbien més fàcilment que la font original. Compton va quedar molt impressionat pels científics de Cavendish, especialment Ernest Rutherford, Charles Galton Darwin i Arthur Eddington, i finalment va nomenar el seu segon fill després de J. J. Thomson. De 1926 a 1927, va ensenyar al departament de química de la Universitat del Panjab, on va ser becari del Guggenheim.
Durant un temps Compton va ser diaca en una església baptista. "La ciència no pot tenir baralles", va dir, "amb una religió que postula un Déu a qui els homes són fills seus".
Compton morí el 15 de març de 1962 a la ciutat de Berkeley, a l'estat nord-americà de Califòrnia.

## Recerca científica
Els seus estudis dels raigs X el van dur a descobrir l'any 1922 que els quants de raigs X dispersos per electrons lliures tenien longituds d'ona més llargues i, d'acord amb la relació de Planck, menys energia que els raigs X entrants, havent-se transferit l'energia excedent als electrons. Aquest descobriment, conegut com a "efecte Compton" o "dispersió Compton", va demostrar el concepte de partícules de radiació electromagnètica. El descobriment d'aquest efecte va confirmar que la radiació electromagnètica té propietats tant d'ona com de partícules, un principi central de la teoria quàntica.
El 1923, Compton va publicar un article a Physical Review que explicava el desplaçament dels raigs X atribuint un impuls semblant a partícules als fotons, cosa que Einstein havia invocat per a la seva explicació de l'efecte fotoelèctric, guanyadora del Premi Nobel de 1905. Postulats per primera vegada per Max Planck el 1900, aquests van ser conceptualitzats com a elements de llum "quantificats" en contenir una quantitat específica d'energia depenent només de la freqüència de la llum. En el seu article, Compton va derivar la relació matemàtica entre el desplaçament de la longitud d'ona i l'angle de dispersió dels raigs X assumint que cada fotó de raigs X dispers interaccionava amb només un electró. El seu article conclou informant sobre experiments que van verificar la seva relació derivada:
{\displaystyle \lambda '-\lambda ={\frac {h}{m_{e}c}}(1-\cos {\theta }),}
on
{\displaystyle \lambda } és la longitud d'ona inicial,
{\displaystyle \lambda '} és la longitud d'ona després de la dispersió,
{\displaystyle h} és la constant de Planck ,
{\displaystyle m_{e}} és la massa en repòs d'electrons ,
{\displaystyle c} és la velocitat de la llum, i
{\displaystyle \theta } és l'angle de dispersió.
La quantitath⁄mec es coneix com a longitud d'ona de Compton de l'electró; és igual a 2,43×10−12 m . El desplaçament de la longitud d'ona λ′ − λ es troba entre zero (per a θ = 0° ) i el doble de la longitud d'ona de Compton de l'electró (per a θ = 180° ). Va trobar que alguns raigs X no experimentaven cap desplaçament de longitud d'ona tot i estar dispersos per grans angles; en cadascun d'aquests casos el fotó no va poder expulsar un electró. Així, la magnitud del desplaçament no està relacionada amb la longitud d'ona Compton de l'electró, sinó amb la longitud d'ona Compton de tot l'àtom, que pot ser fins a 10.000 vegades més petita.
"Quan vaig presentar els meus resultats en una reunió de la American Physical Society el 1923", va recordar Compton més tard, "va iniciar la controvèrsia científica més discutida que he conegut mai".  La naturalesa ondulatòria de la llum havia estat ben demostrada, i la idea que podria tenir una naturalesa dual no va ser acceptada fàcilment. Va ser especialment revelador que la difracció en una xarxa cristal·lina només es podia explicar amb referència a la seva naturalesa ondulatòria. Compton va guanyar el Premi Nobel de Física el 1927. Compton i Alfred W. Simon van desenvolupar el mètode per observar en el mateix instant fotons de raigs X dispersos i els electrons de retrocés . A Alemanya, Walther Bothe i Hans Geiger van desenvolupar de manera independent un mètode similar. 
Durant la seva estada a la Universitat de Chicago Compton va dirigir el laboratori en el qual es va produir la primera reacció nuclear en cadena, participant posteriorment en el Projecte Manhattan per al desenvolupament de la bomba atòmica.
L'any 1927 fou guardonat, juntament amb el físic Charles Thomson Rees Wilson tot i que per motius diferents, amb el Premi Nobel de Física pels seus estudis sobre els raigs X i la formulació de l'efecte Compton.

## Reconeixements
En honor seu, així com del seu germà Karl Taylor Compton, s'anomenà el cràter Compton de la Lluna així com l'asteroide (52337) Compton descobert el 2 de setembre de 1992 per Freimut Börngen i Lutz D. Schmadel.